# M/S Härön
M/S Härön är ett passagerarfartyg, som går på Västtrafiks färjeled Kyrkesund–Härön i Bohuslän.
M/S Härön byggdes 2015 på Ö-varvet i Öckerö för Tjörns Hamnar AB. Hon tar 24 passagerare och går i färjetrafik för Västtrafik mellan Kyrkesund och Härön på Tjörn.
I samband med ett nytt avtal mellan Tjörns Hamnar och Västtrafik ska M/S Härrön konverteras till eldrift.

## Bildgalleri

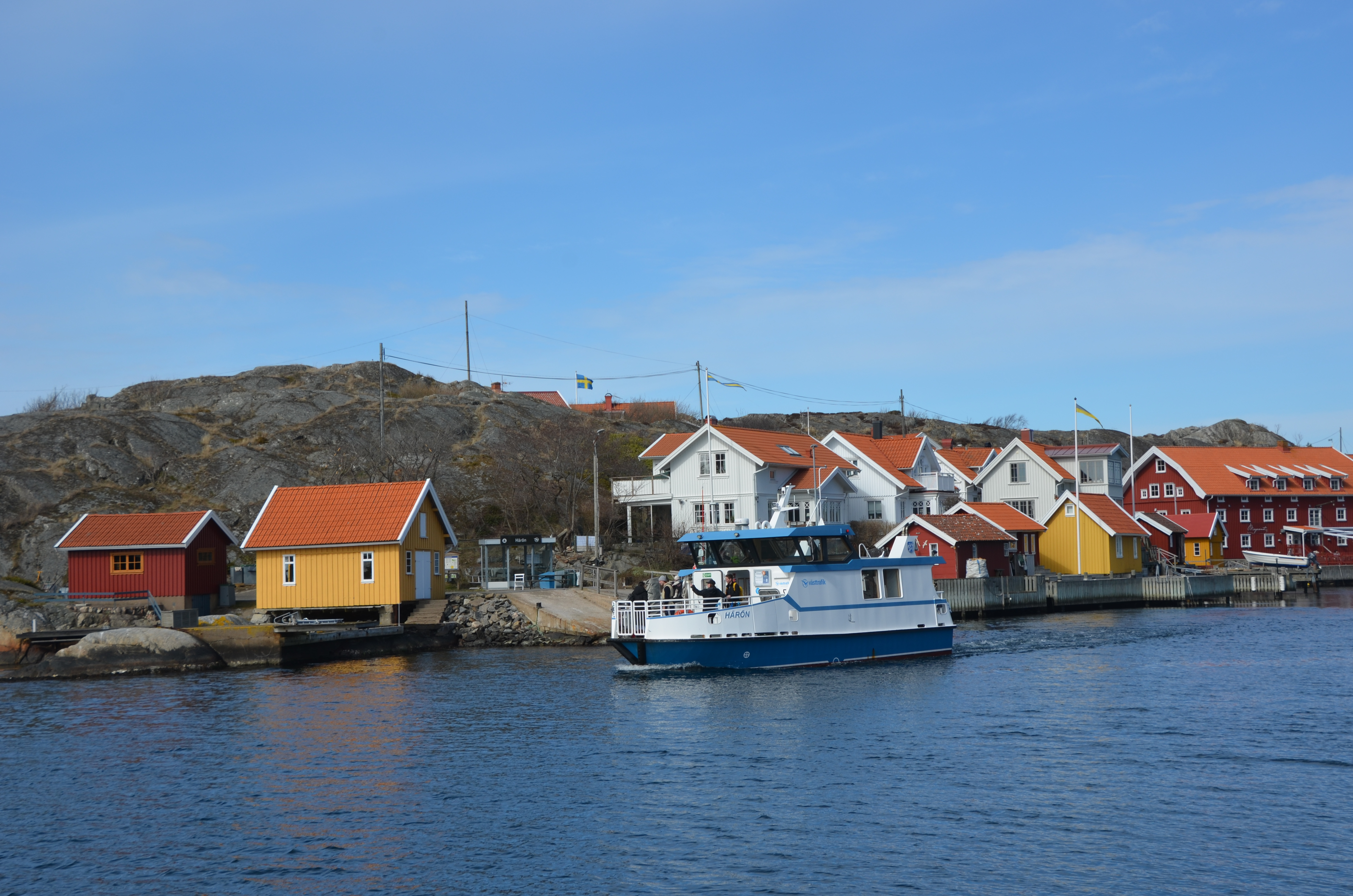
M/S Härön lägger ut från Härön mot Kyrkesund